# Machin-Chouette
Machin-Chouette est une pièce de théâtre de Marcel Achard créée au théâtre Antoine, le 3 octobre 1964.

## Résumé
Deux clochards dans un square parisien imaginaire des années 1950-1960, se découvrent et s'apprécient bien que très différents de caractère et de personnalité. Deux filles de joie les rejoignent bientôt, autant pétillantes et jolies, qu'intéressées par nos deux compères. Tout ce petit monde est confronté à des policiers assez inoffensifs et se retrouve dans un bistrot aux accents de « titi parigot ».

## Théâtre Antoine,1964
- Mise en scène : Jean Meyer
- Scénographie : Jacques Dupont
- Costumes : Jacques Dupont
- Musique : Henri Sauguet

## Distribution
- - Colin Médard : Jean Richard
  - Nathalie : Tania Torrens
  - Zozo : Robert Dhéry
  - Agent 77 : Patrick Préjean
  - Agent 124 : Jean-Pierre Carmona
  - Gabrielle : Françoise Fabian
  - Xavière : Colette Brosset
  - Muguette : Annick Tanguy
  - Commissaire R. Mercier : Jacques-Henri Duval
  - Henri : Pierre Tornade
  - Aimée : Françoise Lorrain
  - Thierry : Alain Pralon